# Perthes (Ardennes)
Perthes ist eine französische Gemeinde mit 1.232 Einwohnern (Stand: 1. Januar 2022) im Département Ardennes in der Region Grand Est. Sie gehört zum Arrondissement Rethel und zum Kanton Château-Porcien. 

## Geografie
Perthes liegt etwa 36 Kilometer nordöstlich von Reims. Umgeben wird Perthes von den Nachbargemeinden Acy-Romance im Norden, Biermes im Norden und Nordosten, Thugny-Trugny im Nordosten und Osten, Annelles im Osten, Juniville im Südosten, Alincourt im Süden, Neuflize im Südwesten sowie Tagnon im Westen.

## Bevölkerungsentwicklung
| 1962                       | 1968 | 1975 | 1982 | 1990 | 1999 | 2006 | 2019 |
| -------------------------- | ---- | ---- | ---- | ---- | ---- | ---- | ---- |
| 368                        | 351  | 309  | 294  | 285  | 277  | 283  | 307  |
| Quellen: Cassini und INSEE |      |      |      |      |      |      |      |

## Sehenswürdigkeiten
- Kirche Saint-Thimothée-et-Saint-Apollinaire

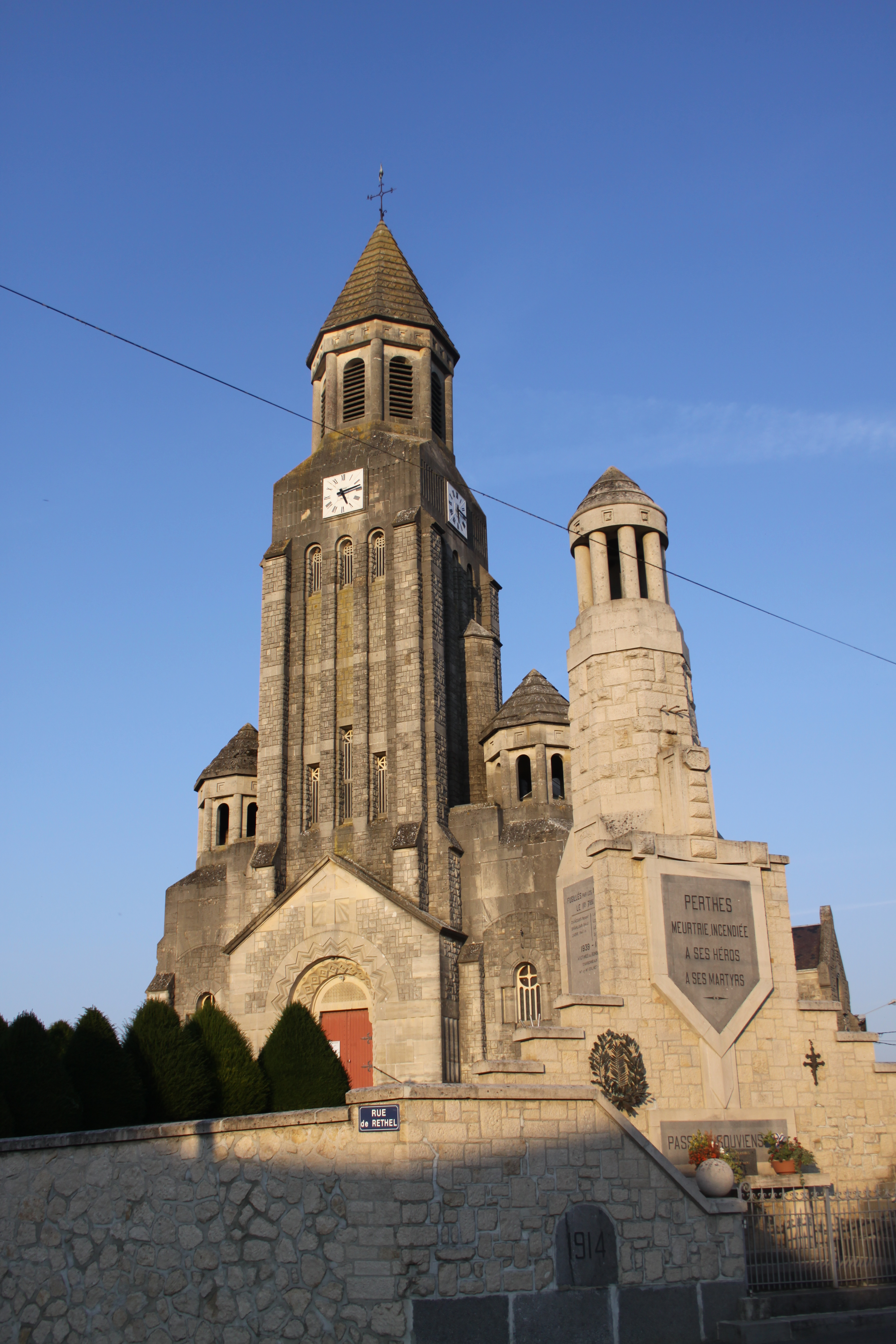
Kirche Saint-Thimothée-et-Saint-Apollinaire

## Persönlichkeiten
- Jacques Boucher de Perthes (1788–1868), Zollinspektor, "Gelegenheitsarchäologe"